# Kitagawa Fuyuhiko

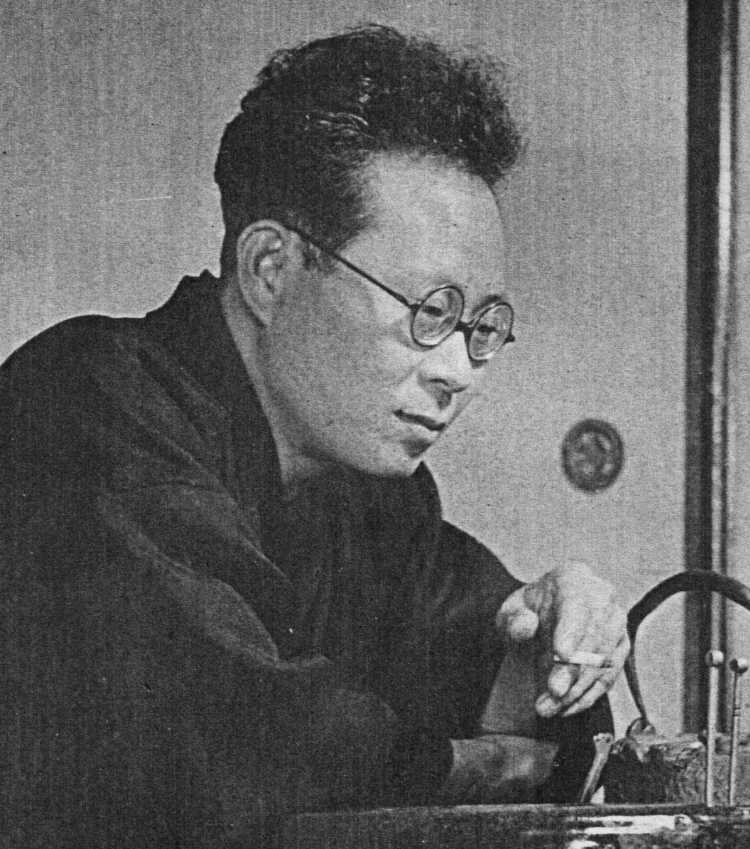
Kitagawa Fuyuhiko

Kitagawa Fuyuhiko (japanisch 北川 冬彦; eigentl.: Taguro Tadahiko (田畔 忠彦); * 3. Juni 1900 in der Präfektur Shiga; † 12. April 1990) war ein japanischer Lyriker und Filmkritiker.

## Leben und Wirken
Kitagawa Fuyuhiko machte seinen Studienabschluss an der Universität Tokio. Seine von französischen Surrealisten und Dadaisten geprägten Gedichte veröffentlichte Kitagawa zunächst in kleinen Zeitschriften wie A (1924–27) und Men, bevor er 1928  die Zeitschrift Shi to Shiron gründete, die zum bedeutendsten Journal für moderne Lyrik in Japan wurde. Mit der Übersetzung von Max Jacob Cornet à dés und André Bretons Manifeste du surréalisme wurde er zum Wegbereiter der avantgardistischen europäischen Literatur in Japan. Kitagawas Gedichte erschienen u. a. in den Bänden Iyarashii kami (いやらしい神) – „Ärgerliche Götter“ 1936 und Jikkenshitsu (實驗室) – „Experimentier-Raum“ 1941.

## Werke in deutscher Sprache
- Im Bauch des Riesen (巨大な胃袋の中, Kyodaina ibukuro no naka, 1956, ursprünglich ein Hörspiel). Aus dem Japanischen von Siegfried Schaarschmidt. In: Hefte für Ostasiatische Literatur Nr. 14 (Mai 1993). iudicium Verlag, München. S: 99–119